# Szczęsny Wessel
Szczęsny Wessel herbu Rogala – podkomorzy nowogrodzkosiewierski w latach 1635–1641, chorąży nowogrodzkosiewierski w latach 1623–1635, wójt niżyński w latach 1625–1635, rotmistrz królewski w 1609 roku, kapitan nowogrodzkosiewierski w 1621 roku.
Protegowany królewicza Władysława.
Przebywał w niewoli moskiewskiej w latach 1615–1618 oraz 1632–1634 (wraz z rodziną). Był posłem do Moskwy w 1631 roku.